# La Décade prodigieuse
La Décade prodigieuse (Brasil: Dez dias fantásticos ) é um filme italiano / francês, de 1971, de drama e suspense, dirigido por Claude Chabrol, roteirizado por Eugène Archer e Paul Gégauff, baseado no livro de Ellery Queen, música de Pierre Jansen.

## Sinopse
Professor de filosofia, é convidado, por aluno, a se hospedar na casa do pai adotivo, um odiado e tirânico magnata, que vive com sua segunda mulher, para resolver um caso de misteriosos desaparecimentos de dinheiro, roubos, chantagem  e assassinato.

## Elenco
- Anthony Perkins ....... Charles Van Horn
- Michel Piccoli ....... Paul Regis
- Marlène Jobert ....... Helene Van Horn
- Orson Welles ....... Theo Van Horn
- Guido Alberti
- Ermanno Casanova
- Mathilde Ceccarelli
- Eric Frisdal
- Aline Mantovani
- Corinne Koeningswarter
- Tsilla Chelton
- Giovanni Sciuto